# Noordhove
Noordhove (wijk 28) is een woonwijk in de Nederlandse stad Zoetermeer.
De wijk telde op 1 januari 2023 8.390 inwoners. De eerste paal werd op 3 december 1985 geslagen. Noordhove bestaat uit twee delen, Noordhove Oost en Noordhove West. Het is een wijk die voornamelijk bestaat uit laagbouw. Er zijn winkelcentra aanwezig, ook grenst de wijk aan het recreatiegebied Noord Aa.
De wijk ontleent zijn naam aan een hoeve aan de Zegwaartseweg, genaamd Noord-Hove.
Buytenwegh De Leyens ·
Dorp ·
Driemanspolder ·
Meerzicht ·
Noordhove ·
Oosterheem ·
Palenstein ·
Rokkeveen ·
Seghwaert ·
Stadscentrum